# Nanie Bridgman
Pour les articles homonymes, voir Bridgman.
Nanie Bridgman, ou Jeannie Bridgman, est une musicologue, conservatrice et écrivaine française, née le 2 février 1907 à Angoulême et morte le 2 mai 1990 à Paris 14e,,.

## Biographie
Élève d'André Pirro, elle a consacré l'essentiel de ses travaux à la musique italienne des XVe et XVIe siècles. Elle a été membre du comité de rédaction des Acta musicologica, à Bâle, des Documenta musicologica, à Cassel, et de la Revue française de musicologie. Elle a effectué d'importants travaux pour le répertoire international des sources musicales et a collaboré aux grandes publications françaises collectives, notamment les encyclopédies et les dictionnaires. 
Son ouvrage La vie musicale au Quattrocento et jusqu'à la naissance du madrigal (Paris, 1964) témoigne de l'étendue de sa culture et de la profondeur de ses vues. Elle a signé aussi La musique italienne (Paris, 1973). Elle était conservatrice au département de musique de la Bibliothèque nationale de France.

## Publications
- L'activité musicale à la cour de Henry VIII, 1946.
- L'établissement d'un catalogue par incipit musicaux, 1950.
- Eustorg de Beaulieu, musician, 1951.
- Un manuscrit italien du début du XVIe siècle, Paris, Société de musique d'autrefois, 1953.
- La Frottola et la transition de la Frottola au madrigal, 1954.
- Christian Egenolff, imprimeur de musique, Neuilly-sur-Seine, Société de musique d'autrefois, 1955.
- Giovanni Camillo Maffei (en) et sa lettre sur le chant, 1956.
- Les échanges musicaux entre l'Espagne et les Pays-Bas au temps de Philippe le Beau et de Charles Quint, 1956.
- Mozart en France, 1956.
- Trois anciens professeurs d'histoire de la musique à la Sorbonne, 1956.
- André Pirro, 1956.
- Jacotin, 1957.
- Une anthologie historique de la fin du XVIe siècle, le manuscrit Bourdeney, 1958.
- Le classement par incipit musicaux : histoire d'un catalogue, Paris, BBF, 1959.
- Collection musicale André Meyer, 1961.
- La musique dans la société française au temps de l'Ars nova, 1962.
- Les trouveurs, Saint-Michel-de-Provence, Musique de tous les temps, 1964.
- La vie musicale au Quattrocento et jusqu'à la naissance du madrigal (1400-1530), Paris, Gallimard, 1964[5].
- Musique au temps des papes à Avignon, Paris, Musique de tous les temps, 1965.
- La typographie musicale italienne (1475-1630) dans les collections de la Bibliothèque nationale de Paris, 1966.
- Musiques africaines, Paris, Musique de tous les temps, 1967.
- Manuscrits clandestins, 1967.
- Les illustrations musicales des œuvres de Boccaccio, 1970.
- La musique italienne, Paris, Presses universitaires de France, 1973.
- Les thèmes musicaux de l'Apocalypse, leur signification spirituelle et leur interprétation dans les miniatures, 1973.
- Informatique musicale, 1973.
- La musique à travers ses formes, avec Aimé Agnel et Yolande de Brossard, Paris, Larousse, 1978.
- La musique à Venise, Paris, Presses universitaires de France, 1984.
- Manuscrits de musique polyphonique, XVe et XVIe siècles, Italie, catalogue, Munich, Henle , 1991.